# Victoria C. Hollowell
Victoria Catherine Lacey de Hollowell (n. 1954) es una botánica, exploradora, y agrostóloga estadounidense.
En 1976, obtuvo su licenciatura de la Universidad de Carolina del Norte. En 1979, su M.Sc. por la Appalachian State University en Boone (Carolina del Norte). Y en 1987, su Ph.D. por la Universidad del Este de Carolina.
Se dedica a la investigación sobre sistemática de la familia de las gramíneas (en especial bambús), fitopatología sobre todo con la infección por potyvirus), plantas transgénicas, florística del sudeste de Estados Unidos; genética y biología evolutiva de Peromyscus.
Participa en el Proyecto de Flora Mesoamericana, un proyecto de colaboración destinado a identificar y describir las plantas vasculares de Mesoamérica.
Es Jefa del Servicio de Prensa del Jardín Botánico de Misuri, y editora de su revista Anales del Jardín Botánico de Misuri, y de Novon. También editora del Molecular Systematics Of Bryophytes

## Algunas publicaciones

### Libros
- george ledyard Stebbins, victoria catherine Hollowell, Eileen P. Duggan. 2007a. The ladyslipper and I. Volumen 109 de Monographs in systematic botany. Colaborador Vassiliki Betty Smocovitis. Edición ilustrada de Missouri Botanical Garden, 173 pp. ISBN 1930723652

- victoria c. Hollowell, eileen p. Duggan. 2007b. G. Ledyard Stebbings The Ladyslipper and I. Volumen 109 de Monographs in Systematic Botany. Colaborador Vassiliki Betty Smocovitis. Editor	Missouri Botanical Garden, 173 pp.

- --------------------------, thomas b. Croat. 2005. A Festschrift for William G. D'arcy: the legacy of a taxonomist. Volumen 104 de Monographs in systematic botany. Colaborador William G. D'Arcy. Edición	ilustrada de Missouri Botanical Garden, 420 pp. ISBN 1930723458

- bernard Goffinet, victoria c. Hollowell, robert e. Magill. 2004. Molecular systematics of bryophytes. Volumen 98 de Monographs in systematic botany, & Molecular systematics of bryophytes. Edición ilustrada de Missouri Botanical Garden Press, 448 pp. ISBN 1930723385

- -------------------------. 2001. Managing human-dominated ecosystems: proceedings of the symposium at the Missouri Botanical Garden, St. Louis, Missouri, 26-29 March 1998. Volumen 84 de Monographs in systematic botany. Editor Missouri Botanical Garden Press, 371 pp. ISBN 0915279851

- -------------------------. 1979. A floristic survey of Phoenix Mountain, Ashe County, North Carolina: a thesis. Editor Appalachian State University, 218 pp.

## Honores
Miembro de
- Sociedad Estadounidense de Taxónomos de plantas
- Sociedad Botánica de América

- La abreviatura «Hollowell» se emplea para indicar a Victoria C. Hollowell como autoridad en la descripción y clasificación científica de los vegetales.[2]